# NGC 6180
NGC 6180 is een elliptisch sterrenstelsel in het sterrenbeeld Hercules. Het hemelobject werd op 23 juni 1876 ontdekt door de Franse astronoom Édouard Jean-Marie Stephan.

## Synoniemen
- MCG 7-34-95
- ZWG 224.58
- PGC 58386